# Вулиця Григорія Сковороди (Київ)
Ву́лиця Григо́рія Сковороди́ — вулиця в Подільському районі міста Києва, місцевість Поділ. Пролягає від Контрактової площі до Набережно-Хрещатицької вулиці.
Прилучаються вулиці Межигірська, Волоська і Почайнинська.

## Історія
Одна з найдавніших вулиць Києва. Вона відома з XVIII століття під назвою вулиця Микільська, Набережно-Микільська — від Набережно-Микільської (або Миколи Набережного) церкви, що розташована по вулиці за номером № 12 (збудована у 1772–1775 роках). У 1869 році вулиця офіційно отримала назву Набережно-Микільської (рос. Набережно-Николаевская). У 1973 році названа на честь Григорія Сковороди.
Після пожежі на Подолі 1811 року вулицю було переплановано за проектом архітектора В. Гесте. Стара траса вулиці проходила повз Братський монастир, бурсу Києво-Могилянської академії та Набережно-Микільську церкву. Архітектор А. Меленський, який прокладав нову трасу вулиці, спрямив її, визначивши кінцевими точками старий будинок академії на заході та будівлю бурси на сході. При цьому ширину вулиці біля Братського монастиря було збільшено вдвічі.

## Забудова
Основними архітектурними домінантами вулиці є комплекс Братського Богоявленського монастиря (XVII століття) та церква Миколи Набережного (1772–1775 роки). Забудова вулиці відноситься переважно до першої половини XIX століття. Частину забудови між вулицями Волоською та Почайнинською з парного боку вулиці Григорія Сковороди було втрачено у 1960-х роках; на цьому місці облаштували сквер. Частину забудови кварталу з непарного боку знесли у першій половині 1980-х років, а на її місці у 1987 році зведено комплекс сучасних будинків за проектом архітектора В. Розенберга.

### Пам'ятки архітектури
- будинок № 1 — флігель садиби у стилі необароко (друга половина XIX століття).
- будинки № 5 та № 5-А — садиба початку XIX століття, що складається із флігеля (№ 5) та головного будинку у стилі класицизм (№ 5-А).
- будинки № 7-А, 7-Б, 7-В, 7/9 — садиба другої половини XIX століття, є характерним зразком забудови того часу. Складається з головного будинку (№ 7-А), зведеного у 1859 році архітектором Федором Головановим, житлового будинку з крамницею (№ 7/9) 1903 року, житлового будинку (№ 7-В) та флігелів (№ 7-Б) 1897 року.
- будинки № 21-А, 21-Б, 21-В — садиба першої половини XIX століття. Складається із житлового будинку у стилі класицизм (№ 21-А), зведеного за типовим проектом у першій чверті XIX століття, крамниць (№ 21-Б) другої половини XIX століття та контори (№ 21-В), зведеної у 1852 році.

По вулиці Сковороди залишився один з небагатьох будинків, що вціліли після Подільської пожежі 1811 року — будинок № 9-Б, зведений наприкінці XVIII — на початку XIX століття, але не пізніше 1811 року. Він розташований під кутом до червоної лінії вулиці, вказуючи, таким чином, напрямок старої траси вулиці. Це цегляна будівля, майже квадратна у плані, зведена у стилі українського бароко. Після пожежі архітектор Андрій Меленський відбудував її у стилі класицизм. Будинок належав купцеві 1-ї гільдії, бургомістру Київського магістрату Іванові Киселівському, а пізніше його синові Григорію Киселівському — останньому війту Києва.
Будинок № 8 по вулиці Григорія Сковороди — найстаріша цивільна будівля Києва, так званий будинок Галшки Гулевичівни (кінець XVI — початок XVII століття)

### Пам'ятники та меморіальні таблиці
На будинку № 2 (старий навчальний корпус Києво-Могилянської академії) встановлено наступні меморіальні таблиці:
- Артемію Веделю (1767–1808), який навчався і працював у Києво-Могілянській академії. Вікдрито у жовтні 2008 року, скульптор І. В. Гречаник.
- Галшці Гулевичевні (1575–1642). Відкрито у 1992 році, скульптор В. П. Луцак.
- Петру Могилі (1596–1647), одному із засновників Києво-Могилянської академії. Відкрито у 1997 році, скульптор В. І. Сивко, архітектор М. І. Білик.
- Ломоносову Михайлу Васильовичу (1711–1765), який у 1734 році працював у Київській Академії. Відкрито у серпні 1973 року, скульптор І. С. Зноба, архітектор Т. А. Чебикіна.
- Сковороді Григорію Савичу (1722–1794), який навчався у Київській Академії у 1744–1750 роках. Відкрито 16 вересня 1964 року. Скульптор І. П. Кавалерідзе, архітектор Р. П. Бикова.

## Установи та заклади
- Національний університет «Києво-Могилянська академія» (буд. № 2)